# Furia (gruppo musicale francese)
I Furia sono un gruppo musicale heavy metal francese formatosi nel giugno 1997, attualmente composto da 6 membri: Julien alla batteria a partire dal 2006, Sebastien alla chitarra elettrica, Guillaume al basso elettrico, Mickael alla chitarra ritmica, Mehdi alle tastiere e Damien come voce, ultimamente frequenta il gruppo anche Eulalie che suona il violino.
Nel corso del tempo hanno sempre evoluto ritmi Melodic/Heavy/Death Metal con utilizzo avanzato, sinfonico e ritmico di tastiere e chitarra ritmica; i loro brani sono presi da leggende che i vari componenti hanno appreso dalla propria famiglia.
I Furia dal maggio 1998 al marzo 1999 compongono due Demo-Tape e iniziano un tour con 30 date previste in giro per la Francia partendo da est (vivono tutti in quelle zone) fino a sud ovest.
Successivamente, il gruppo registra un mini-CD The Garden of Eden contenente 4 titoli, che verranno ri-registrati per l'album In Search of the Past uscito nel settembre 2001 a Adipocere Records.
Dopo un anno trascorso in varie tournée in Francia e nei paesi confinanti, I Furia compongono nell'aprile 2003 il loro secondo album Un Lac De Larmes Et De Sang... prodotto ancora una volta da Adipocere Records e rimasterizzato al FINNVOX monolocali.

## Discografia

### Album
- 2000 - Le Jardin D'Eden
- 2001 - A La Quête Du Passé
- 2003 - Un Lac De Larmes Et De Sang...
- 2004 - La Source Noire
- 2005 - Re-Birth

### Demo
- 1998 - Dark Side of Apocalypse
- 1999 - Furia

## Formazione

### Formazione attuale
- Damien - voce
- Sebastien - chitarra elettrica
- Mickael - chitarra ritmica
- Guillaume - basso elettrico
- Mehdi - tastiera
- Julien - batteria

### Altri componenti
- Sebastien Gilot - batteria in Dark Side of Apocalypse e Furia
- François - tastiera in Furia
- Nicolas - voce in Le Jardin D'Eden
- Mederic - batteria in Le Jardin D'Eden